# Torneo Clausura 2025 (Liga Catamarqueña)
El Torneo Clausura 2025, organizado por la Liga Catamarqueña de Fútbol, será el segundo torneo del año y el que finalizará la temporada 2025. Iniciará el 5 de septiembre y finalizaría el 7 de diciembre.
Lo disputarán los veinticinco equipos pertenecientes a la Liga Catamarqueña, es decir los 12 equipos que participan en la Primera División y los 13 equipos que militan en la segunda categoría. El campeón obtendrá la plaza al próximo Torneo Provincial.
El armado de las zonas, el formato de la competencia y la fecha de inicio de la misma se llevó a cabo el 12 de agosto.

## Formato

### Primera fase
Llamada fase de zonas. Los veinticinco equipos se dividirán en cuatro zonas (una de siete y tres de seis equipos), donde jugarán a dos ruedas por el sistema de todos contra todos. En este torneo se usará el sistema de puntos, de acuerdo a la reglamentación de la Internacional F. A. Board, asignándose tres puntos al equipo que resulte ganador, un punto a cada uno en caso de empate y cero puntos al perdedor.
Los dos mejores de cada zona clasificarán a la fase final para determinar al campeón.

#### Criterios de desempate
- En el caso de igualdad de puntos entre dos o más equipos para determinar cualquier ubicación en la tabla de posiciones, se aplicará el siguiente sistema:

En favor del equipo que, considerando exclusivamente los partidos disputados contra aquel o aquellos con los que hubiera empatado la posición, hubiera obtenido mayor cantidad de puntos o, en caso de empate, en el siguiente orden:
1. Mayor diferencia de goles.
2. Mayor cantidad de goles a favor.
3. Mayor cantidad de goles como visitante.

- En caso de no existir definición por este sistema se deberá recurrir a la tabla general, contabilizándose la totalidad de los partidos en la Zona en cuestión, en el siguiente orden:

1. Mayor diferencia de goles.
2. Mayor cantidad de goles a favor.
3. Mayor cantidad de goles como visitante.
4. Sorteo a realizarse en sede del consejo ejecutivo, dentro de las 48 horas.

### Fase final
Se desarrollará en cuatro rondas de eliminación directa, a partido único. Desde esta instancia, en caso de empate en los 90' reglamentarios se definirá con tiros desde el punto penal.
El equipo que se consagró campeón clasificará al Torneo Provincial de Fútbol 2026, mientras que la plaza restante será para el equipo que milite actualmente en la Primera B con mejor desempeño en la competencia.

## Sorteo
Se llevó a cabo el 12 de agosto, en la sede de la Liga Catamarqueña de Fútbol, con los equipos repartidos en tres bombos, para determinar que zona le corresponderá a cada uno. El primero lo integraron Atlético Policial, San Lorenzo de Alem y Villa Cubas, mientras que en los restantes bombos, los equipos fueron distribuidos según la categoría a la que pertenecen.
Los equipos del Departamento Capayán no participaron del sorteo, ya que estarán incluidos dentro de una misma zona.
| Bombo 1 (3 Grandes de la Liga                     | Bombo 2 (Equipos de Primera A)                                                                                                  | Bombo 3 Equipos de Primera B) |
| ------------------------------------------------- | --- | --- |
| San Lorenzo de Alem Villa Cubas Atlético Policial | Independiente (Capital) Salta Central Defensores del Norte Américo Tesorieri Juventud Unida Chacarita Estudiantes de La Tablada | Vélez Sarsfield El Auténtico Sarmiento Deportivo Valle Chico Parque Daza Liberal Argentino Club Fiel Inter del Norte La Banda CF |

## Equipos participantes
| Zona | Nombre del club                                          | Ciudad                              | Departamento | Posición Apertura 2025 |
| ---- | -------------------------------------------------------- | ----------------------------------- | ------------ | ---------------------- |
| 1    | Club Deportivo Américo Tesorieri                         | San Fernando del Valle de Catamarca | Capital      | 6.º Primera A          |
| 1    | Club Atlético Policial                                   | San Fernando del Valle de Catamarca | Capital      | 7.º Primera A          |
| 1    | Club Deportivo Chacarita                                 | San Fernando del Valle de Catamarca | Capital      | 10.º Primera A         |
| 1    | Club Fiel, Deportiva, Social y Cultural Asociación Civil | San Fernando del Valle de Catamarca | Capital      | 9.º Primera B          |
| 1    | Club Deportivo Valle Chico                               | San Fernando del Valle de Catamarca | Capital      | 6.º Primera B          |
| 1    | Club Atlético Liberal Argentino                          | San Fernando del Valle de Catamarca | Capital      | 8.º Primera B          |
| 1    | Club Atlético Sarmiento                                  | San Fernando del Valle de Catamarca | Capital      | 4.º Primera B          |
| 2    | Club Atlético Estudiantes de La Tablada                  | San Fernando del Valle de Catamarca | Capital      | 12.º Primera A         |
| 2    | Club Social Inter del Norte                              | San Fernando del Valle de Catamarca | Capital      | 11.º Primera B         |
| 2    | La Banda Club de Fútbol                                  | San Fernando del Valle de Catamarca | Capital      | 12.º Primera B         |
| 2    | Club Deportivo Salta Central                             | San Fernando del Valle de Catamarca | Capital      | 3.º Primera A          |
| 2    | Club Atlético Vélez Sarsfield                            | San Fernando del Valle de Catamarca | Capital      | Campeón Primera B      |
| 2    | Club Sportivo Villa Cubas                                | San Fernando del Valle de Catamarca | Capital      | 5.º Primera A          |
| 3    | Club Atlético Defensores del Norte                       | San Fernando del Valle de Catamarca | Capital      | 4.º Primera A          |
| 3    | Club Social, Cultural y Deportivo El Auténtico           | San Fernando del Valle de Catamarca | Capital      | 3.º Primera B          |
| 3    | Club Atlético Independiente                              | San Fernando del Valle de Catamarca | Capital      | 2.º Primera A          |
| 3    | Asociación Juventud Unida de Santa Rosa                  | San Fernando del Valle de Catamarca | Capital      | 9.º Primera A          |
| 3    | Club Social y Deportivo Parque Daza                      | San Fernando del Valle de Catamarca | Capital      | 7.º Primera B          |
| 3    | Club Atlético San Lorenzo de Alem                        | San Fernando del Valle de Catamarca | Capital      | Campeón Primera A      |
| 4    | Club Sportivo Ferrocarriles del Estado                   | Chumbicha                           | Capayán      | 8.º Primera A          |
| 4    | Club Atlético Independiente                              | Huillapima                          | Capayán      | 11.º Primera A         |
| 4    | Club Social, Cultural y Deportivo La Estación            | Miraflores                          | Capayán      | 2.º Primera B          |
| 4    | Club Atlético Rivadavia                                  | Huillapima                          | Capayán      | 10.º Primera B         |
| 4    | Club Atlético San Isidro                                 | Colonia Nueva Coneta                | Capayán      | 13.º Primera B         |
| 4    | Club Sportivo y Cultural San Martín                      | Chumbicha                           | Capayán      | 5.º Primera B          |

### Distribución geográfica de los equipos
| Departamento | Cant. | Equipos |
| ------------ | ----- | --- |
| Capital      | 19    | Américo Tesorieri, Atlético Policial, Chacarita, Club Fiel, Defensores del Norte, Deportivo Valle Chico, El Auténtico, Estudiantes de La Tablada, Independiente, Inter del Norte, Juventud Unida de Santa Rosa, La Banda CF, Liberal Argentino, Parque Daza, Salta Central, San Lorenzo de Alem, Sarmiento, Vélez Sarsfield y Villa Cubas. |
| Capayán      | 6     | Ferrocarriles del Estado, Independiente (H), La Estación, Rivadavia, San Isidro y San Martín . |

## Fase de zonas

### Zona 1
| Pos. | Equipo                | Pts. | PJ | G | E | P | GF | GC | Dif. | Clasificación    |   | TES | POL | CHA | FIE | DVC | LIB | SAR |
| ---- | --------------------- | ---- | -- | - | - | - | -- | -- | ---- | ---------------- | - | --- | --- | --- | --- | --- | --- | --- |
| 1    | Américo Tesorieri     | 0    | 0  | 0 | 0 | 0 | 0  | 0  | 0    | Cuartos de final |   | —   | -   | -   | -   | -   | -   | -   |
| 2    | Atlético Policial     | 0    | 0  | 0 | 0 | 0 | 0  | 0  | 0    | Cuartos de final |   | -   | —   | -   | -   | -   | -   | -   |
| 3    | Chacarita             | 0    | 0  | 0 | 0 | 0 | 0  | 0  | 0    |                  |   | -   | -   | —   | -   | -   | -   | -   |
| 4    | Club Fiel             | 0    | 0  | 0 | 0 | 0 | 0  | 0  | 0    |                  | - | -   | -   | —   | -   | -   | -   |     |
| 5    | Deportivo Valle Chico | 0    | 0  | 0 | 0 | 0 | 0  | 0  | 0    |                  | - | -   | -   | -   | —   | -   | -   |     |
| 6    | Liberal Argentino     | 0    | 0  | 0 | 0 | 0 | 0  | 0  | 0    |                  | - | -   | -   | -   | -   | —   | -   |     |
| 7    | Sarmiento             | 0    | 0  | 0 | 0 | 0 | 0  | 0  | 0    |                  | - | -   | -   | -   | -   | -   | —   |     |

 Fuente: El Esquiú / Revista Botineros
Evolución de las posiciones
| Equipo / Fecha        | 1 | 2 | 3 | 4 | 5 | 6 | 7 | 8 | 9 | 10 |
| --------------------- | - | - | - | - | - | - | - | - | - | -- |
| Américo Tesorieri     | 1 | - | - | - | - | - | - | - | - | -  |
| Atlético Policial     | 2 | - | - | - | - | - | - | - | - | -  |
| Chacarita             | 3 | - | - | - | - | - | - | - | - | -  |
| Club Fiel             | 4 | - | - | - | - | - | - | - | - | -  |
| Deportivo Valle Chico | 5 | - | - | - | - | - | - | - | - | -  |
| Liberal Argentino     | 6 | - | - | - | - | - | - | - | - | -  |
| Sarmiento             | 7 | - | - | - | - | - | - | - | - | -  |

|  |

#### Resultados
| Fecha 1                         | Fecha 1   | Fecha 1               | Fecha 1 | Fecha 1         | Fecha 1 |
| Local                           | Resultado | Visita                | Estadio | Fecha           | Hora    |
| ------------------------------- | --------- | --------------------- | ------- | --------------- | ------- |
| Atlético Policial               | -         | Sarmiento             |         | 6 de septiembre |         |
| Américo Tesorieri               | -         | Deportivo Valle Chico |         | 6 de septiembre |         |
| Chacarita                       | -         | Club Fiel             |         | 6 de septiembre |         |
| Equipo libre: Liberal Argentino |           |                       |         |                 |         |

| Fecha 2       | Fecha 2   | Fecha 2 | Fecha 2 | Fecha 2          | Fecha 2 |
| Local         | Resultado | Visita  | Estadio | Fecha            | Hora    |
| ------------- | --------- | ------- | ------- | ---------------- | ------- |
|               | -         |         |         | 13 de septiembre |         |
|               | -         |         |         | 13 de septiembre |         |
|               | -         |         |         | 13 de septiembre |         |
| Equipo libre: |           |         |         |                  |         |

| Fecha 3       | Fecha 3   | Fecha 3 | Fecha 3 | Fecha 3          | Fecha 3 |
| Local         | Resultado | Visita  | Estadio | Fecha            | Hora    |
| ------------- | --------- | ------- | ------- | ---------------- | ------- |
|               | -         |         |         | 20 de septiembre |         |
|               | -         |         |         | 20 de septiembre |         |
|               | -         |         |         | 20 de septiembre |         |
| Equipo libre: |           |         |         |                  |         |

| Fecha 4       | Fecha 4   | Fecha 4 | Fecha 4 | Fecha 4          | Fecha 4 |
| Local         | Resultado | Visita  | Estadio | Fecha            | Hora    |
| ------------- | --------- | ------- | ------- | ---------------- | ------- |
|               | -         |         |         | 27 de septiembre |         |
|               | -         |         |         | 27 de septiembre |         |
|               | -         |         |         | 27 de septiembre |         |
| Equipo libre: |           |         |         |                  |         |

| Fecha 5       | Fecha 5   | Fecha 5 | Fecha 5 | Fecha 5      | Fecha 5 |
| Local         | Resultado | Visita  | Estadio | Fecha        | Hora    |
| ------------- | --------- | ------- | ------- | ------------ | ------- |
|               | -         |         |         | 4 de octubre |         |
|               | -         |         |         | 4 de octubre |         |
|               | -         |         |         | 4 de octubre |         |
| Equipo libre: |           |         |         |              |         |

| Fecha 6       | Fecha 6   | Fecha 6 | Fecha 6 | Fecha 6       | Fecha 6 |
| Local         | Resultado | Visita  | Estadio | Fecha         | Hora    |
| ------------- | --------- | ------- | ------- | ------------- | ------- |
|               | -         |         |         | 11 de octubre |         |
|               | -         |         |         | 11 de octubre |         |
|               | -         |         |         | 11 de octubre |         |
| Equipo libre: |           |         |         |               |         |

| Fecha 7       | Fecha 7   | Fecha 7 | Fecha 7 | Fecha 7       | Fecha 7 |
| Local         | Resultado | Visita  | Estadio | Fecha         | Hora    |
| ------------- | --------- | ------- | ------- | ------------- | ------- |
|               | -         |         |         | 18 de octubre |         |
|               | -         |         |         | 18 de octubre |         |
|               | -         |         |         | 18 de octubre |         |
| Equipo libre: |           |         |         |               |         |

| Fecha 8       | Fecha 8   | Fecha 8 | Fecha 8 | Fecha 8       | Fecha 8 |
| Local         | Resultado | Visita  | Estadio | Fecha         | Hora    |
| ------------- | --------- | ------- | ------- | ------------- | ------- |
|               | -         |         |         | 24 de octubre |         |
|               | -         |         |         | 24 de octubre |         |
|               | -         |         |         | 24 de octubre |         |
| Equipo libre: |           |         |         |               |         |

| Fecha 9       | Fecha 9   | Fecha 9 | Fecha 9 | Fecha 9        | Fecha 9 |
| Local         | Resultado | Visita  | Estadio | Fecha          | Hora    |
| ------------- | --------- | ------- | ------- | -------------- | ------- |
|               | -         |         |         | 1 de noviembre |         |
|               | -         |         |         | 1 de noviembre |         |
|               | -         |         |         | 1 de noviembre |         |
| Equipo libre: |           |         |         |                |         |

| Fecha 10      | Fecha 10  | Fecha 10 | Fecha 10 | Fecha 10       | Fecha 10 |
| Local         | Resultado | Visita   | Estadio  | Fecha          | Hora     |
| ------------- | --------- | -------- | -------- | -------------- | -------- |
|               | -         |          |          | 8 de noviembre |          |
|               | -         |          |          | 8 de noviembre |          |
|               | -         |          |          | 8 de noviembre |          |
| Equipo libre: |           |          |          |                |          |

| Fecha 11      | Fecha 11  | Fecha 11 | Fecha 11 | Fecha 11 | Fecha 11 |
| Local         | Resultado | Visita   | Estadio  | Fecha    | Hora     |
| ------------- | --------- | -------- | -------- | -------- | -------- |
|               | -         |          |          | -        |          |
|               | -         |          |          | -        |          |
|               | -         |          |          | -        |          |
| Equipo libre: |           |          |          |          |          |

| Fecha 12      | Fecha 12  | Fecha 12 | Fecha 12 | Fecha 12 | Fecha 12 |
| Local         | Resultado | Visita   | Estadio  | Fecha    | Hora     |
| ------------- | --------- | -------- | -------- | -------- | -------- |
|               | -         |          |          | -        |          |
|               | -         |          |          | -        |          |
|               | -         |          |          | -        |          |
| Equipo libre: |           |          |          |          |          |

| Fecha 13      | Fecha 13  | Fecha 13 | Fecha 13 | Fecha 13 | Fecha 13 |
| Local         | Resultado | Visita   | Estadio  | Fecha    | Hora     |
| ------------- | --------- | -------- | -------- | -------- | -------- |
|               | -         |          |          | -        |          |
|               | -         |          |          | -        |          |
|               | -         |          |          | -        |          |
| Equipo libre: |           |          |          |          |          |

| Fecha 14      | Fecha 14  | Fecha 14 | Fecha 14 | Fecha 14 | Fecha 14 |
| Local         | Resultado | Visita   | Estadio  | Fecha    | Hora     |
| ------------- | --------- | -------- | -------- | -------- | -------- |
|               | -         |          |          | -        |          |
|               | -         |          |          | -        |          |
|               | -         |          |          | -        |          |
| Equipo libre: |           |          |          |          |          |

|  |

### Zona 2
| Pos. | Equipo                    | Pts. | PJ | G | E | P | GF | GC | Dif. | Clasificación    |   | EST | INT | LBA | SAL | VEL | VCU |
| ---- | ------------------------- | ---- | -- | - | - | - | -- | -- | ---- | ---------------- | - | --- | --- | --- | --- | --- | --- |
| 1    | Estudiantes de La Tablada | 0    | 0  | 0 | 0 | 0 | 0  | 0  | 0    | Cuartos de final |   | —   | -   | -   | -   | -   | -   |
| 2    | Inter del Norte           | 0    | 0  | 0 | 0 | 0 | 0  | 0  | 0    | Cuartos de final |   | -   | —   | -   | -   | -   | -   |
| 3    | La Banda CF               | 0    | 0  | 0 | 0 | 0 | 0  | 0  | 0    |                  |   | -   | -   | —   | -   | -   | -   |
| 4    | Salta Central             | 0    | 0  | 0 | 0 | 0 | 0  | 0  | 0    |                  | - | -   | -   | —   | -   | -   |     |
| 5    | Vélez Sarsfield           | 0    | 0  | 0 | 0 | 0 | 0  | 0  | 0    |                  | - | -   | -   | -   | —   | -   |     |
| 6    | Villa Cubas               | 0    | 0  | 0 | 0 | 0 | 0  | 0  | 0    |                  | - | -   | -   | -   | -   | —   |     |

 Fuente: El Esquiú / Revista Botineros
Evolución de las posiciones
| Equipo / Fecha            | 1 | 2 | 3 | 4 | 5 | 6 | 7 | 8 | 9 | 10 |
| ------------------------- | - | - | - | - | - | - | - | - | - | -- |
| Estudiantes de La Tablada | 1 | - | - | - | - | - | - | - | - | -  |
| Inter del Norte           | 2 | - | - | - | - | - | - | - | - | -  |
| La Banda CF               | 3 | - | - | - | - | - | - | - | - | -  |
| Salta Central             | 4 | - | - | - | - | - | - | - | - | -  |
| Vélez Sarsfield           | 5 | - | - | - | - | - | - | - | - | -  |
| Villa Cubas               | 6 | - | - | - | - | - | - | - | - | -  |

|  |

#### Resultados
| Fecha 1                   | Fecha 1   | Fecha 1         | Fecha 1               | Fecha 1         | Fecha 1 |
| Local                     | Resultado | Visita          | Estadio               | Fecha           | Hora    |
| ------------------------- | --------- | --------------- | --------------------- | --------------- | ------- |
| Inter del Norte           | -         | Vélez Sarsfield |                       | 6 de septiembre |         |
| Villa Cubas               | -         | La Banda CF     | Raúl Omar Barrionuevo | 6 de septiembre |         |
| Estudiantes de La Tablada | -         | Salta Central   |                       | 6 de septiembre |         |

| Fecha 2 | Fecha 2   | Fecha 2 | Fecha 2 | Fecha 2          | Fecha 2 |
| Local   | Resultado | Visita  | Estadio | Fecha            | Hora    |
| ------- | --------- | ------- | ------- | ---------------- | ------- |
|         | -         |         |         | 13 de septiembre |         |
|         | -         |         |         | 13 de septiembre |         |
|         | -         |         |         | 13 de septiembre |         |

| Fecha 3 | Fecha 3   | Fecha 3 | Fecha 3 | Fecha 3          | Fecha 3 |
| Local   | Resultado | Visita  | Estadio | Fecha            | Hora    |
| ------- | --------- | ------- | ------- | ---------------- | ------- |
|         | -         |         |         | 20 de septiembre |         |
|         | -         |         |         | 20 de septiembre |         |
|         | -         |         |         | 20 de septiembre |         |

| Fecha 4 | Fecha 4   | Fecha 4 | Fecha 4 | Fecha 4          | Fecha 4 |
| Local   | Resultado | Visita  | Estadio | Fecha            | Hora    |
| ------- | --------- | ------- | ------- | ---------------- | ------- |
|         | -         |         |         | 27 de septiembre |         |
|         | -         |         |         | 27 de septiembre |         |
|         | -         |         |         | 27 de septiembre |         |

| Fecha 5 | Fecha 5   | Fecha 5 | Fecha 5 | Fecha 5      | Fecha 5 |
| Local   | Resultado | Visita  | Estadio | Fecha        | Hora    |
| ------- | --------- | ------- | ------- | ------------ | ------- |
|         | -         |         |         | 4 de octubre |         |
|         | -         |         |         | 4 de octubre |         |
|         | -         |         |         | 4 de octubre |         |

| Fecha 6 | Fecha 6   | Fecha 6 | Fecha 6 | Fecha 6       | Fecha 6 |
| Local   | Resultado | Visita  | Estadio | Fecha         | Hora    |
| ------- | --------- | ------- | ------- | ------------- | ------- |
|         | -         |         |         | 11 de octubre |         |
|         | -         |         |         | 11 de octubre |         |
|         | -         |         |         | 11 de octubre |         |

| Fecha 7 | Fecha 7   | Fecha 7 | Fecha 7 | Fecha 7       | Fecha 7 |
| Local   | Resultado | Visita  | Estadio | Fecha         | Hora    |
| ------- | --------- | ------- | ------- | ------------- | ------- |
|         | -         |         |         | 18 de octubre |         |
|         | -         |         |         | 18 de octubre |         |
|         | -         |         |         | 18 de octubre |         |

| Fecha 8 | Fecha 8   | Fecha 8 | Fecha 8 | Fecha 8       | Fecha 8 |
| Local   | Resultado | Visita  | Estadio | Fecha         | Hora    |
| ------- | --------- | ------- | ------- | ------------- | ------- |
|         | -         |         |         | 24 de octubre |         |
|         | -         |         |         | 24 de octubre |         |
|         | -         |         |         | 24 de octubre |         |

| Fecha 9 | Fecha 9   | Fecha 9 | Fecha 9 | Fecha 9        | Fecha 9 |
| Local   | Resultado | Visita  | Estadio | Fecha          | Hora    |
| ------- | --------- | ------- | ------- | -------------- | ------- |
|         | -         |         |         | 1 de noviembre |         |
|         | -         |         |         | 1 de noviembre |         |
|         | -         |         |         | 1 de noviembre |         |

| Fecha 10 | Fecha 10  | Fecha 10 | Fecha 10 | Fecha 10       | Fecha 10 |
| Local    | Resultado | Visita   | Estadio  | Fecha          | Hora     |
| -------- | --------- | -------- | -------- | -------------- | -------- |
|          | -         |          |          | 8 de noviembre |          |
|          | -         |          |          | 8 de noviembre |          |
|          | -         |          |          | 8 de noviembre |          |

|  |

### Zona 3
| Pos. | Equipo                       | Pts. | PJ | G | E | P | GF | GC | Dif. | Clasificación    |   | DEF | AUT | INC | JUV | PDA | SLA |
| ---- | ---------------------------- | ---- | -- | - | - | - | -- | -- | ---- | ---------------- | - | --- | --- | --- | --- | --- | --- |
| 1    | Defensores del Norte         | 0    | 0  | 0 | 0 | 0 | 0  | 0  | 0    | Cuartos de final |   | —   | -   | -   | -   | -   | -   |
| 2    | El Auténtico                 | 0    | 0  | 0 | 0 | 0 | 0  | 0  | 0    | Cuartos de final |   | -   | —   | -   | -   | -   | -   |
| 3    | Independiente (Capital)      | 0    | 0  | 0 | 0 | 0 | 0  | 0  | 0    |                  |   | -   | -   | —   | -   | -   | -   |
| 4    | Juventud Unida de Santa Rosa | 0    | 0  | 0 | 0 | 0 | 0  | 0  | 0    |                  | - | -   | -   | —   | -   | -   |     |
| 5    | Parque Daza                  | 0    | 0  | 0 | 0 | 0 | 0  | 0  | 0    |                  | - | -   | -   | -   | —   | -   |     |
| 6    | San Lorenzo de Alem          | 0    | 0  | 0 | 0 | 0 | 0  | 0  | 0    |                  | - | -   | -   | -   | -   | —   |     |

 Fuente: El Esquiú / Revista Botineros
Evolución de las posiciones
| Equipo / Fecha               | 1 | 2 | 3 | 4 | 5 | 6 | 7 | 8 | 9 | 10 |
| ---------------------------- | - | - | - | - | - | - | - | - | - | -- |
| Defensores del Norte         | 1 | - | - | - | - | - | - | - | - | -  |
| El Auténtico                 | 2 | - | - | - | - | - | - | - | - | -  |
| Independiente (Capital)      | 3 | - | - | - | - | - | - | - | - | -  |
| Juventud Unida de Santa Rosa | 4 | - | - | - | - | - | - | - | - | -  |
| Parque Daza                  | 5 | - | - | - | - | - | - | - | - | -  |
| San Lorenzo de Alem          | 6 | - | - | - | - | - | - | - | - | -  |

|  |

#### Resultados
| Fecha 1              | Fecha 1   | Fecha 1                      | Fecha 1 | Fecha 1         | Fecha 1 |
| Local                | Resultado | Visita                       | Estadio | Fecha           | Hora    |
| -------------------- | --------- | ---------------------------- | ------- | --------------- | ------- |
| Parque Daza          | -         | El Auténtico                 |         | 6 de septiembre |         |
| San Lorenzo de Alem  | -         | Independiente (Capital)      |         | 6 de septiembre |         |
| Defensores del Norte | -         | Juventud Unida de Santa Rosa |         | 6 de septiembre |         |

| Fecha 2 | Fecha 2   | Fecha 2 | Fecha 2 | Fecha 2          | Fecha 2 |
| Local   | Resultado | Visita  | Estadio | Fecha            | Hora    |
| ------- | --------- | ------- | ------- | ---------------- | ------- |
|         | -         |         |         | 13 de septiembre |         |
|         | -         |         |         | 13 de septiembre |         |
|         | -         |         |         | 13 de septiembre |         |

| Fecha 3 | Fecha 3   | Fecha 3 | Fecha 3 | Fecha 3          | Fecha 3 |
| Local   | Resultado | Visita  | Estadio | Fecha            | Hora    |
| ------- | --------- | ------- | ------- | ---------------- | ------- |
|         | -         |         |         | 20 de septiembre |         |
|         | -         |         |         | 20 de septiembre |         |
|         | -         |         |         | 20 de septiembre |         |

| Fecha 4 | Fecha 4   | Fecha 4 | Fecha 4 | Fecha 4          | Fecha 4 |
| Local   | Resultado | Visita  | Estadio | Fecha            | Hora    |
| ------- | --------- | ------- | ------- | ---------------- | ------- |
|         | -         |         |         | 27 de septiembre |         |
|         | -         |         |         | 27 de septiembre |         |
|         | -         |         |         | 27 de septiembre |         |

| Fecha 5 | Fecha 5   | Fecha 5 | Fecha 5 | Fecha 5      | Fecha 5 |
| Local   | Resultado | Visita  | Estadio | Fecha        | Hora    |
| ------- | --------- | ------- | ------- | ------------ | ------- |
|         | -         |         |         | 4 de octubre |         |
|         | -         |         |         | 4 de octubre |         |
|         | -         |         |         | 4 de octubre |         |

| Fecha 6 | Fecha 6   | Fecha 6 | Fecha 6 | Fecha 6       | Fecha 6 |
| Local   | Resultado | Visita  | Estadio | Fecha         | Hora    |
| ------- | --------- | ------- | ------- | ------------- | ------- |
|         | -         |         |         | 11 de octubre |         |
|         | -         |         |         | 11 de octubre |         |
|         | -         |         |         | 11 de octubre |         |

| Fecha 7 | Fecha 7   | Fecha 7 | Fecha 7 | Fecha 7       | Fecha 7 |
| Local   | Resultado | Visita  | Estadio | Fecha         | Hora    |
| ------- | --------- | ------- | ------- | ------------- | ------- |
|         | -         |         |         | 18 de octubre |         |
|         | -         |         |         | 18 de octubre |         |
|         | -         |         |         | 18 de octubre |         |

| Fecha 8 | Fecha 8   | Fecha 8 | Fecha 8 | Fecha 8       | Fecha 8 |
| Local   | Resultado | Visita  | Estadio | Fecha         | Hora    |
| ------- | --------- | ------- | ------- | ------------- | ------- |
|         | -         |         |         | 24 de octubre |         |
|         | -         |         |         | 24 de octubre |         |
|         | -         |         |         | 24 de octubre |         |

| Fecha 9 | Fecha 9   | Fecha 9 | Fecha 9 | Fecha 9        | Fecha 9 |
| Local   | Resultado | Visita  | Estadio | Fecha          | Hora    |
| ------- | --------- | ------- | ------- | -------------- | ------- |
|         | -         |         |         | 1 de noviembre |         |
|         | -         |         |         | 1 de noviembre |         |
|         | -         |         |         | 1 de noviembre |         |

| Fecha 10 | Fecha 10  | Fecha 10 | Fecha 10 | Fecha 10       | Fecha 10 |
| Local    | Resultado | Visita   | Estadio  | Fecha          | Hora     |
| -------- | --------- | -------- | -------- | -------------- | -------- |
|          | -         |          |          | 8 de noviembre |          |
|          | -         |          |          | 8 de noviembre |          |
|          | -         |          |          | 8 de noviembre |          |

|  |

### Zona 4
| Pos. | Equipo                               | Pts. | PJ | G | E | P | GF | GC | Dif. | Clasificación    |   | FER | INH | LEM | RIV | SIS | SMA |
| ---- | ------------------------------------ | ---- | -- | - | - | - | -- | -- | ---- | ---------------- | - | --- | --- | --- | --- | --- | --- |
| 1    | Ferrocarriles del Estado (Chumbicha) | 0    | 0  | 0 | 0 | 0 | 0  | 0  | 0    | Cuartos de final |   | —   | -   | -   | -   | -   | -   |
| 2    | Independiente (Huillapima)           | 0    | 0  | 0 | 0 | 0 | 0  | 0  | 0    | Cuartos de final |   | -   | —   | -   | -   | -   | -   |
| 3    | La Estación (Miraflores)             | 0    | 0  | 0 | 0 | 0 | 0  | 0  | 0    |                  |   | -   | -   | —   | -   | -   | -   |
| 4    | Rivadavia (Huillapima)               | 0    | 0  | 0 | 0 | 0 | 0  | 0  | 0    |                  | - | -   | -   | —   | -   | -   |     |
| 5    | San Isidro (Nueva Coneta)            | 0    | 0  | 0 | 0 | 0 | 0  | 0  | 0    |                  | - | -   |     | -   | —   | -   |     |
| 6    | San Martín (Chumbicha)               | 0    | 0  | 0 | 0 | 0 | 0  | 0  | 0    |                  | - | -   | -   | -   | -   | —   |     |

 Fuente: El Esquiú / Revista Botineros
Evolución de las posiciones
| Equipo / Fecha             | 1 | 2 | 3 | 4 | 5 | 6 | 7 | 8 | 9 | 10 |
| -------------------------- | - | - | - | - | - | - | - | - | - | -- |
| Ferrocarriles del Estado   | 1 | - | - | - | - | - | - | - | - | -  |
| Independiente (Huillapima) | 2 | - | - | - | - | - | - | - | - | -  |
| La Estación (Miraflores)   | 3 | - | - | - | - | - | - | - | - | -  |
| Rivadavia (Huillapima)     | 4 | - | - | - | - | - | - | - | - | -  |
| San Isidro (Nueva Coneta)  | 5 | - | - | - | - | - | - | - | - | -  |
| San Martín (Chumbicha)     | 6 | - | - | - | - | - | - | - | - | -  |

|  |

#### Resultados
| Fecha 1                  | Fecha 1   | Fecha 1     | Fecha 1                              | Fecha 1         | Fecha 1 |
| Local                    | Resultado | Visita      | Estadio                              | Fecha           | Hora    |
| ------------------------ | --------- | ----------- | ------------------------------------ | --------------- | ------- |
| San Isidro               | -         | La Estación | CA Independiente (H)                 | 6 de septiembre |         |
| Independiente (H)        | -         | Rivadavia   | CA Independiente (H)                 | 6 de septiembre |         |
| Ferrocarriles del Estado | -         | San Martín  | Polideportivo Municipal de Chumbicha | 6 de septiembre |         |

| Fecha 2 | Fecha 2   | Fecha 2 | Fecha 2 | Fecha 2          | Fecha 2 |
| Local   | Resultado | Visita  | Estadio | Fecha            | Hora    |
| ------- | --------- | ------- | ------- | ---------------- | ------- |
|         | -         |         |         | 13 de septiembre |         |
|         | -         |         |         | 13 de septiembre |         |
|         | -         |         |         | 13 de septiembre |         |

| Fecha 3 | Fecha 3   | Fecha 3 | Fecha 3 | Fecha 3          | Fecha 3 |
| Local   | Resultado | Visita  | Estadio | Fecha            | Hora    |
| ------- | --------- | ------- | ------- | ---------------- | ------- |
|         | -         |         |         | 20 de septiembre |         |
|         | -         |         |         | 20 de septiembre |         |
|         | -         |         |         | 20 de septiembre |         |

| Fecha 4 | Fecha 4   | Fecha 4 | Fecha 4 | Fecha 4          | Fecha 4 |
| Local   | Resultado | Visita  | Estadio | Fecha            | Hora    |
| ------- | --------- | ------- | ------- | ---------------- | ------- |
|         | -         |         |         | 27 de septiembre |         |
|         | -         |         |         | 27 de septiembre |         |
|         | -         |         |         | 27 de septiembre |         |

| Fecha 5 | Fecha 5   | Fecha 5 | Fecha 5 | Fecha 5      | Fecha 5 |
| Local   | Resultado | Visita  | Estadio | Fecha        | Hora    |
| ------- | --------- | ------- | ------- | ------------ | ------- |
|         | -         |         |         | 4 de octubre |         |
|         | -         |         |         | 4 de octubre |         |
|         | -         |         |         | 4 de octubre |         |

| Fecha 6 | Fecha 6   | Fecha 6 | Fecha 6 | Fecha 6       | Fecha 6 |
| Local   | Resultado | Visita  | Estadio | Fecha         | Hora    |
| ------- | --------- | ------- | ------- | ------------- | ------- |
|         | -         |         |         | 11 de octubre |         |
|         | -         |         |         | 11 de octubre |         |
|         | -         |         |         | 11 de octubre |         |

| Fecha 7 | Fecha 7   | Fecha 7 | Fecha 7 | Fecha 7       | Fecha 7 |
| Local   | Resultado | Visita  | Estadio | Fecha         | Hora    |
| ------- | --------- | ------- | ------- | ------------- | ------- |
|         | -         |         |         | 18 de octubre |         |
|         | -         |         |         | 18 de octubre |         |
|         | -         |         |         | 18 de octubre |         |

| Fecha 8 | Fecha 8   | Fecha 8 | Fecha 8 | Fecha 8       | Fecha 8 |
| Local   | Resultado | Visita  | Estadio | Fecha         | Hora    |
| ------- | --------- | ------- | ------- | ------------- | ------- |
|         | -         |         |         | 24 de octubre |         |
|         | -         |         |         | 24 de octubre |         |
|         | -         |         |         | 24 de octubre |         |

| Fecha 9 | Fecha 9   | Fecha 9 | Fecha 9 | Fecha 9        | Fecha 9 |
| Local   | Resultado | Visita  | Estadio | Fecha          | Hora    |
| ------- | --------- | ------- | ------- | -------------- | ------- |
|         | -         |         |         | 1 de noviembre |         |
|         | -         |         |         | 1 de noviembre |         |
|         | -         |         |         | 1 de noviembre |         |

| Fecha 10 | Fecha 10  | Fecha 10 | Fecha 10 | Fecha 10       | Fecha 10 |
| Local    | Resultado | Visita   | Estadio  | Fecha          | Hora     |
| -------- | --------- | -------- | -------- | -------------- | -------- |
|          | -         |          |          | 8 de noviembre |          |
|          | -         |          |          | 8 de noviembre |          |
|          | -         |          |          | 8 de noviembre |          |

|  |

## Fase final

### Cuadro de desarrollo
|  | Cuartos de final     | Cuartos de final     |  |  | Semifinales     | Semifinales     |  |  | Final          | Final          |  |
|  | 22 y 23 de noviembre | 22 y 23 de noviembre |  |  | 30 de noviembre | 30 de noviembre |  |  | 7 de diciembre | 7 de diciembre |  |
|  |                      |                      |  |  |                 |                 |  |  |                |                |  |
|  |                      |                      |  |  |                 |                 |  |  |                |                |  |
|  | 1° Zona 1            |                      |  |  |                 |                 |  |  |                |                |  |
|  |                      |                      |  |  |                 |                 |  |  |                |                |  |
|  | 2° Zona 3            |                      |  |  |                 |                 |  |  |                |                |  |
|  |                      |                      |  |  |                 |                 |  |  |                |                |  |
|  |                      |                      |  |  |                 |                 |  |  |                |                |  |
|  |                      |                      |  |  |                 |                 |  |  |                |                |  |
|  | 1° Zona 3            |                      |  |  |                 |                 |  |  |                |                |  |
|  |                      |                      |  |  |                 |                 |  |  |                |                |  |
|  | 2° Zona 1            |                      |  |  |                 |                 |  |  |                |                |  |
|  |                      |                      |  |  |                 |                 |  |  |                |                |  |
|  |                      |                      |  |  |                 |                 |  |  |                |                |  |
|  |                      |                      |  |  |                 |                 |  |  |                |                |  |
|  | 1° Zona 2            |                      |  |  |                 |                 |  |  |                |                |  |
|  |                      |                      |  |  |                 |                 |  |  |                |                |  |
|  | 2° Zona 4            |                      |  |  |                 |                 |  |  |                |                |  |
|  |                      |                      |  |  |                 |                 |  |  |                |                |  |
|  |                      |                      |  |  |                 |                 |  |  |                |                |  |
|  |                      |                      |  |  |                 |                 |  |  |                |                |  |
|  | 1° Zona 4            |                      |  |  |                 |                 |  |  |                |                |  |
|  |                      |                      |  |  |                 |                 |  |  |                |                |  |
|  | 2° Zona 2            |                      |  |  |                 |                 |  |  |                |                |  |
|  |                      |                      |  |  |                 |                 |  |  |                |                |  |
|  |                      |                      |  |  |                 |                 |  |  |                |                |  |

Nota: En caso de igualar en los 90' de juego, se definirá mediante tiros desde el punto penal.
|  |

### Cuartos de final
| 23 de noviembre |  | - |  |  |  |

| 23 de noviembre |  | - |  |  |  |

| 23 de noviembre |  | - |  |  |  |

| 23 de noviembre |  | - |  |  |  |

### Semifinales
| 30 de noviembre |  | - |  |  |  |

| 30 de noviembre |  | - |  |  |  |

### Final
| 7 de diciembre |  | - |  |  |  |

## Estadísticas

### Goleadores
| Jugador                           | Equipo | Goles |
| --------------------------------- | ------ | ----- |
| Bandera de Argentina              |        |       |
| Bandera de Argentina              |        |       |
| Bandera de Argentina              |        |       |
| Actualizado al septiembre de 2025 |        |       |

| Bandera de Argentina |

### Tabla de rendimiento
Las tablas de rendimiento no reflejan la clasificación final de los equipos, sino que muestran el rendimiento de los mismos atendiendo a la ronda final alcanzada. El rendimiento corresponde a la proporción de puntos obtenidos sobre el total de puntos disputados.
| Pos. | Equipos                      | Pts. | PJ | PG | PE | PP | GF | GC | Dif. | Rend. |
| ---- | ---------------------------- | ---- | -- | -- | -- | -- | -- | -- | ---- | ----- |
| 1    | Américo Tesorieri            | 0    | 0  | 0  | 0  | 0  | 0  | 0  | 0    | 0%    |
| 2    | Atlético Policial            | 0    | 0  | 0  | 0  | 0  | 0  | 0  | 0    | 0%    |
| 3    | Chacarita                    | 0    | 0  | 0  | 0  | 0  | 0  | 0  | 0    | 0%    |
| 4    | Club Fiel                    | 0    | 0  | 0  | 0  | 0  | 0  | 0  | 0    | 0%    |
| 5    | Defensores del Norte         | 0    | 0  | 0  | 0  | 0  | 0  | 0  | 0    | 0%    |
| 6    | Deportivo Valle Chico        | 0    | 0  | 0  | 0  | 0  | 0  | 0  | 0    | 0%    |
| 7    | El Auténtico                 | 0    | 0  | 0  | 0  | 0  | 0  | 0  | 0    | 0%    |
| 8    | Estudiantes de La Tablada    | 0    | 0  | 0  | 0  | 0  | 0  | 0  | 0    | 0%    |
| 9    | Ferrocarriles del Estado     | 0    | 0  | 0  | 0  | 0  | 0  | 0  | 0    | 0%    |
| 10   | Independiente (Capital)      | 0    | 0  | 0  | 0  | 0  | 0  | 0  | 0    | 0%    |
| 11   | Independiente (Huillapima)   | 0    | 0  | 0  | 0  | 0  | 0  | 0  | 0    | 0%    |
| 12   | Inter del Norte              | 0    | 0  | 0  | 0  | 0  | 0  | 0  | 0    | 0%    |
| 13   | Juventud Unida de Santa Rosa | 0    | 0  | 0  | 0  | 0  | 0  | 0  | 0    | 0%    |
| 14   | La Banda CF                  | 0    | 0  | 0  | 0  | 0  | 0  | 0  | 0    | 0%    |
| 15   | La Estación (Miraflores)     | 0    | 0  | 0  | 0  | 0  | 0  | 0  | 0    | 0%    |
| 16   | Liberal Argentino            | 0    | 0  | 0  | 0  | 0  | 0  | 0  | 0    | 0%    |
| 17   | Parque Daza                  | 0    | 0  | 0  | 0  | 0  | 0  | 0  | 0    | 0%    |
| 18   | Rivadavia (Huillapima)       | 0    | 0  | 0  | 0  | 0  | 0  | 0  | 0    | 0%    |
| 19   | Salta Central                | 0    | 0  | 0  | 0  | 0  | 0  | 0  | 0    | 0%    |
| 20   | San Isidro (Nueva Coneta)    | 0    | 0  | 0  | 0  | 0  | 0  | 0  | 0    | 0%    |
| 21   | San Lorenzo de Alem          | 0    | 0  | 0  | 0  | 0  | 0  | 0  | 0    | 0%    |
| 22   | San Martín (Chumbicha)       | 0    | 0  | 0  | 0  | 0  | 0  | 0  | 0    | 0%    |
| 23   | Sarmiento                    | 0    | 0  | 0  | 0  | 0  | 0  | 0  | 0    | 0%    |
| 24   | Vélez Sarsfield              | 0    | 0  | 0  | 0  | 0  | 0  | 0  | 0    | 0%    |
| 25   | Villa Cubas                  | 0    | 0  | 0  | 0  | 0  | 0  | 0  | 0    | 0%    |

|  |

### Promedio de goles
| Jornada          | Goles | PJ | Promedio |
| ---------------- | ----- | -- | -------- |
| Fecha 1          |       |    | 0        |
| Fecha 2          |       |    | 0        |
| Fecha 3          |       |    | 0        |
| Fecha 4          |       |    | 0        |
| Fecha 5          |       |    | 0        |
| Fecha 6          |       |    | 0        |
| Fecha 7          |       |    | 0        |
| Fecha 8          |       |    | 0        |
| Fecha 9          |       |    | 0        |
| Fecha 10         |       |    | 0        |
| Cuartos de final |       |    | 0        |
| Semifinales      |       |    | 0        |
| Final            |       |    | 0        |
| Total            | -     | -  | 0        |